# Музей-садиба Левка Ревуцького
Іржавецький музей-садиба Л. М. Ревуцького — музей українського композитора Левка Ревуцького та його рідного брата музикознавця Дмитра Ревуцького. Розташований у селі Іржавець Іченського району Чернігівської області.

## Історія музею
До 100-річчя композитора 15 липня 1989 в селі Іржавець відкритий Музей-садиба Левка Ревуцького. Саме в цьому козацькому становому містечку пройшли дитячі та юнацькі роки видатного композитора і педагога. Будинок, в якому знаходиться музей, збудований 1841. Належав штабс-ротмістру Харківського уланського полку Дмитрум Кіндратовичу Каневському, який був дідом по матері Левка Ревуцького. Садибу Ревуцьких свого часу навідували композитор Микола Лисенко, художник Микола Ге, актриса Затиркевич-Карпинська, композитори Платон Майборода, Віталій Кирейко, Анатолій Коломієць — учні Ревуцького та багато інших видатних особистостей.

## Експозиція
Зібрання музею нараховує 1,5 тисячі музейних предметів.
У музейній колекції представлені особисті речі сім'ї Левка та Дмитра Ревуцьких: ікона Ісуса Христа 19 століття, картина Платонова «Жебрачка Ася», музичні інструменти, документи, фотографії, меблі, сувеніри, рукописи нот, посуд, аудіозаписи. Заслуговують на увагу речі, виготовлені безпосередньо композитором Л. Ревуцьким, а саме: стіл, крісла, різьблена шкатулка та інші. Речі розміщені у семи кімнатах.
У робочому кабінеті на стіні — портрет Тараса Шевченка авторства Фотія Красицького (1906), тестя відомого поета Олекси Влизька. Саме в Іржавці 1923 Ревуцький писав симфонічну поему «Хустина» на вірші Шевченка «У неділю не гуляла». У цей час він, рятуючись від розгулу окупаційних російських військ, фактично переховувався у рідному селі, де керував аматорськими хорами.
На території Музею щороку проводять обласний фольклорний дитячий конкурс «Сонечко».